# Asparagopsis armata
Espèce
Asparagopsis armata est une espèce d'algue rouge de la famille des Bonnemaisoniaceae. Originaire d'Australie et de Nouvelle-Zélande, elle est maintenant commune en Atlantique et en Méditerranée.

## Description et caractéristiques
L’espèce possède, comme de nombreuses Rhodophyceae, un cycle haplodiplophasique dont les deux phases sont morphologiquement différentes. La phase haploïde également appelée Falkenbergia rufolanosa(Harvey) F.Schmitz 1897 avait tout d’abord été décrite comme une espèce à part du fait de sa grande différence morphologique. Asparagopsis armata représente avec Asparagopsis taxiformis les deux seules espèces retenues à ce jour comme taxonomiquement différentes au sein du genre Asparagopsis.

### Cycle de vie et métamorphoses
Asparagopsis armata possède un cycle de vie dimorphique comprenant :
- une phase haploïde (gamétophyte) sexuée sous forme d’un thalle érigé plumeux de couleur rosée à marron. Les différents plumeaux constituant un individu sont reliés par un stolon de quelques millimètres de diamètre. La présence de harpons ou crochets est un critère de distinction de l’espèce avec Asparagopsis taxiformis[5]. L’aspect général de l’algue est une touffe pouvant s’étendre sur une surface de plusieurs dizaines de cm².
- une phase diploïde (tetrasporophyte appelé également Falkenbergia) constitué d’un amas de filaments roses très fins formant des petits pompons duveteux.

## Habitat et répartition
L’espèce est cosmopolite des zones tempérées. Asparagopsis armata a été décrite pour la première fois sur la côte ouest australienne  et est également présente naturellement en Nouvelle-Zélande. Elle est connue pour avoir été introduite dans le nord-est de l’Atlantique et en Méditerranée dans les années 1920, probablement depuis l’Australie ,.
Cette algue pousse au niveau de l'étage infralittoral supérieur dans des zones calmes ou peu battues. Elle est présente entre 0 et 25 m, généralement fixée sur un substrat dur, mais les harpons lui permettent également de vivre en épiphyte sur d’autres espèces.

## Écologie et dynamique de population
L’espèce peut se reproduire de façon sexuée avec production de gamètes mâles et femelles lors de la phase gamétophytique, mais aussi de façon asexuée par fragmentation du stolon des gamétophytes mais aussi par fragmentation de la phase tetrasporophyte.
Asparagopsis est évitée par la plupart des herbivores car elle produit des métabolites secondaires toxiques ; il a été cependant montré chez A. armata qu’il existe une consommation préférentielle des individus mâles par les aplysies (mollusques gastéropodes), les femelles investissant plus dans les défenses chimiques.
Dans le nord-est de l’Europe, les gametophytes sont présents de juin-juillet à août-septembre et parfois sont persistants en hiver. La phase sporophyte est présente toute l’année mais semble plus abondante d’octobre à mars.